# David Bárcenas Beutelspacher
David Bárcenas Beutelspacher (Ciudad de México, 9 de abril de 1922) es un destacado pionero de la aviación en México. Fue el creador del avión fumigador "Bárcenas B-01", del cual logró fabricar a base de esfuerzo personal más de 10 ejemplares en la ciudad de Uruapan, Michoacán en los años 1970.
Hijo de Agustín Barcenas Reyna y de Martha Beutelspacher Rest, hizo estudios en la escuela "Manuel Suárez" y posteriormente inicio estudios en la vocacional #2 del Instituto Politécnico Nacional. Desde niño anhelaba convertirse en ingeniero aeronáutico ya que la aviación había sido su gran pasión.[cita requerida] Sin embargo y debido a las necesidades familiares tuvo que abandonar la escuela y trabajar para garantizar el sustento de la familia. A instancias de su tío, el Capitán P.A. Fernando Baca, entró como ayudante de mecánico en Aeronaves de México, en la base de Uruapan en 1943. Posteriormente fue enviado como jefe de base de la aerolínea para las plazas de Mazatlán, Nogales y Acapulco y nuevamente Uruapan, donde llegó recién casado con Carmen Ortega Sierra, a quien conociera como empleada de telecomunicaciones de la misma aerolínea.
En 1955 se independiza dedicándose inicialmente al mantenimiento de aviones y motores, especializándose en modelos utilizados para la aviación agrícola y de aeronaves de pasajeros locales o "aerotaxis".
Una de las mayores contribuciones de David a la aviación nacional fue la creación del "perfil Barcenas", un diseño artesanal de alas que otorgan a la aeronave mayor sustentación y control que sus entonces competidores extranjeros. Este perfil contribuyó también al desarrollo de otros modelos como el Tonatiuh de la Armada de México.
El avión fumigador "Barcenas 01" voló exitosamente por primera vez el 8 de junio de 1973 en el Aeropuerto “Ignacio López Rayón” de la ciudad de Uruapan y la Dirección General de Aeronáutica Civil (DGAC), después de delicados y arduos trabajos de evaluación le entregó a David el certificado de aprobación para su fabricación el 30 de noviembre de ese año.
Este evento fue ampliamente difundido, en los periódicos de la época incluyendo televisión nacional con una entrevista de "Rocio Villagarcía" para Televisa, además de radio y televisión locales. Algunos periódicos de la época como La Voz de Michoacán de Morelia, Mich., por ejemplo, se puede consultar el artículo publicado en 1974 con el título: Michoacán ¿Productor de Aviones?. Las aeronaves Bárcenas B01, fueron expuestas en varias ocasiones en la Feria de Morelia y en la de Uruapan.
En diciembre de 1978, la Dirección General de Aeronáutica Civil publicó los resultados de un estudio titulado Aeronaves Agrícolas y su Construcción, en el que intervinieron el Colegio de Ingenieros Mexicanos en Aeronáutica, la Federación de Pilotos y Propietarios de Aviones Agrícolas de la República Mexicana A. C.; Nacional Financiera S. A., la Dirección General de Industrias Básicas Paraestatales de la Secretaría de Patrimonio y Fomento Industrial y la propia DGAC. En este trabajo se analizaron y compararon las características de las siguientes aeronaves, entonces disponibles en el mercado para uso agrícola: Tauro 300, Quail A-9-B, Bárcenas B-01, Piper Pawnee 235 D, Piper Pawnee 260D, Piper Bravo, Cessna Agwagon, Cessna AGtruck, Weatherly 201C, Grumman Agcat 164B, Grumman Agcat 164C, Embrear Ipanema 201B, Trush Commander 600 y Trush Commander 800. Se tuvieron en cuenta los costes de adquisición, los costos de operación, la vida útil, las facilidades de mantenimiento, el rendimiento, la versatilidad y la maniobrabilidad. El veredicto fue el siguiente: era factible la fabricación de este tipo de aeronaves en México, había demanda suficiente, era posible su financiamiento, existía infraestructura para la instalación de la empresa y el “avión ideal” quedaba entre el Bárcenas B-01 y el Piper Pawnee 260.[cita requerida] En buen romance esto significaba que la resolución estaba entre un avión extranjero, el Piper, y uno nacional, el Bárcenas.
El “Bárcenas B01” resultó ser superior a los de su género por las siguientes características: despegar y aterrizar en menor superficie de terreno que otros; contando con un motor de igual potencia que los de su tipo de fabricación estadounidense, tiene una mayor capacidad de carga; la sustentabilidad, producto de su diseño de alas, le permite ahorros significativos de combustible.
David fabricó 11 ejemplares de ese avión, mismos que trabajaron intensamente, mostrando su eficiencia, seguridad y calidad, pero la falta de apoyos financieros para la producción en serie le impidió hacer más aviones. La Secretaría de la Marina Nacional, adquirió y adoptó el diseño de alas del Bárcenas BO1, para construir su avión Tonatiuh, que voló en el Puerto de Veracruz el día de la marina de 1980.

## Reconocimientos
Todo lo anterior le valió a David Bárcenas los siguientes reconocimientos:
- 9 de enero de 1978, Castillo del Hotel “Presidente Chapultepec”, de manos del Presidente de la República: presea “Emilio Carranza” que otorga la Secretaría de Comunicaciones y Transportes, consistente en medalla de oro de primera clase, insignia y diploma.
- Noviembre de 1982, diploma “Ícaro” que otorga la Asociación Mexicana de Redactores de Aviación, en reconocimiento por haber sido el diseñador del avión de uso agrícola “Chac”, construido por el Instituto Politécnico Nacional, bajo el auspicio de la Dirección General de Aeropuertos y Servicios Auxiliares, entregado por el presidente de la república en el Hangar Presidencial.
- Además de otros reconocimientos de nivel nacional, entre los que destacan su Biografía publicada en el documento histórico “Legendarios de la Aviación Mexicana”, que fuera publicado por “Pool Mexicano de Aviación” en el año de 1997, así como en el “Diccionario Biográfico Aeronáutico de México” editado por la Biblioteca de la Historia Aeronáutica de México; la publicación de sus logros en Aeronáutica Civil, publicados en la página de internet: appac.org./Historia de la Aviación_en_México/ body_eferménides, entre otros.
- En el año de 1993, distintas agrupaciones sociales de la ciudad de Uruapan, como un merecido reconocimiento a su trayectoria, y en el 50 aniversario de su incursión en la aviación, en un festejo popular efectuado en el aeropuerto “Ignacio López Rayón” le entregaron diplomas, medallas y otras preseas. Participando entre otros: el Gobierno del estado, la Presidencia Municipal, Aeropuertos y Servicios Auxiliares, el Club Rotario, CANACINTRA, ETI 30, Secundaria Federal “Gral. Lázaro Cárdenas del Río”, la Asociación Cívica “Roberto Reyes Pérez”, el Club de Periodistas de Michoacán, la Asociación Nacional de Pilotos Fumigadores y el Club Nacional de Paracaidismo.